# هدى الشام
هدى الشام قرية ومركز في محافظة الجموم بمنطقة مكة المكرمة. تقع في شمال شرق مكة المكرمة بمسافة تقارب (35) كم.